# 加藤かな文
加藤 かな文（かとう かなぶん、1961年9月6日 - ）は、日本の俳人。俳誌「家」代表、編集発行人。

## 経歴
愛知県生まれ。岡井省二・児玉輝代に師事。
1993年、「槐」入会。「槐」の同世代の同門に、山西雅子、小山森生、吉野裕之などがいる。1997年、第6回槐賞受賞。
2001年、「槐」を退会、児玉輝代らと「家」を創刊し、編集発行人。
2009年、句集『家』（ふらんす堂）を刊行。2010年、第33回俳人協会新人賞を受賞。
2011年10月、児玉輝代の死去にともない俳誌「家」代表を引き継ぐ。